# Beyen
Beyen is een achternaam die onder andere voorkomt in Nederland, België en Duitsland.

## De naam Beyen in Nederland
In Nederland is Beyen een variant op de daar meer gebruikelijke schrijfwijze Beijen.
Er zijn er in Nederland vier families Beijen/Beyen. Er is geen gemeenschappelijke voorouder en het moet dus toeval zijn dat deze families dezelfde naam hebben gekregen. Op de familiewebsite Beijen/Beyen (zie de eerste bronvermelding onderaan deze pagina) worden ze aangeduid als de IJsselsteinse, de Nieuwkapelse, de Breyellse en de Hengelose familie. In de IJsselsteinse, de Breyellse en de Hengelose familie gebruikt een overgrote meerderheid van de naamdragers de schrijfwijze Beijen, in de Nieuwkapelse familie is het beeld wisselend. In totaal gebruikt naar schatting een kleine 10% van de bijna 400 in Nederland wonende naamdragers Beijen/Beyen de schrijfwijze Beyen.
Van de vier genoemde families hebben de IJsselsteinse en de Hengelose familie hun oorsprong voor zover bekend helemaal in Nederland. De stamvader van de Nieuwkapelse familie was afkomstig uit West-Vlaanderen. Deze familie kan worden beschouwd als een zijtak van de West-Vlaamse familie Beyen (zie hieronder). De stamvader van de Breyellse familie kwam uit het westen van Duitsland. Die familie heeft vrijwel zeker een relatie met de huidige Duitse naamdragers Beyen.

## De naam Beyen in België
Er zijn in België ongeveer 250 naamdragers Beyen. Daarentegen komt de naam Beijen in België niet of nauwelijks voor.
Uit de gegevens van het Rijksregister van België van 1998 blijkt dat er twee gebieden zijn waar veel mensen met de naam Beyen wonen: het westen van de provincie West-Vlaanderen en het noorden van de provincie Limburg. Op grond van de beschikbare gegevens moet ervan worden uitgegaan dat er sprake is van twee afzonderlijke families zonder een gemeenschappelijke voorouder, en dat de andere, verspreid wonende, naamdragers Beyen in België óf tot de West-Vlaamse, óf tot de Limburgse familie behoren.
Van de West-Vlaamse familie Beyen is een overzicht bekend (zie de eerste bronvermelding onderaan deze pagina). Voor zover bekend stammen de huidige Beyens in West-Vlaanderen allemaal af van Petrus Jacobus Beyen. Hij overleed in 1730 en woonde in Nieuwkapelle.
Bij de Limburgse familie Beyen ontbreekt een dergelijk overzicht. Wel is bekend dat al enkele eeuwen geleden de naam Beyen voorkwam in het dorp Wijchmaal, dat tegenwoordig een deel is van de gemeente Peer. Het feit dat de naam Beyen sterk geconcentreerd is in Wijchmaal en enkele naburige dorpen zoals Hechtel en Eksel, is er een aanwijzing voor dat de Limburgse naamdragers Beyen onderling verwant zijn.

## De naam Beyen in Duitsland
In Duitsland zijn er enkele honderden naamdragers Beyen.
Het overgrote deel van hen woont in twee gebieden dicht bij de Nederlandse grens: enerzijds het westen van Noordrijn-Westfalen (vooral Krefeld en omgeving), anderzijds het noordwesten van Nedersaksen (Oost-Friesland, vooral Aurich en omgeving). Op grond hiervan kan worden aangenomen dat er sprake is van twee afzonderlijke familiegroepen.

## De oorsprong van de naam Beyen
Het is niet zeker waar de naam Beyen vandaan komt. De meeste deskundigen (Meertens Instituut, Van der Plank, Debrabandere; zie de hieronder vermelde bronnen) gaan ervan uit dat het oorspronkelijk een patroniem was, afgeleid van de in onbruik geraakte voornaam Beije, Beye of Beijen die vroeger vaak voorkwam in het westen van Nederland.

## Bekende mensen met de naam Beyen
In Nederland:
- Johan Willem Beyen (1897-1976, bankier, minister van Buitenlandse Zaken)
- Hendrik Gerard Beyen (1901-1965, archeoloog en kenner van de antieke wandschilderkunst)
- Karel Herman Beyen (1923-2002, bankier, staatssecretaris van Economische Zaken)

(Deze mensen behoorden alle drie tot de Nieuwkapelse familie. Ze heetten volgens hun geboorteakten officieel Beijen, maar plachten zich Beyen te laten noemen.)
In België:
- Roland Beyen (°1935), romanist
- Marnix Beyen (°1971), historicus aan de Universiteit Antwerpen
- Ine Beyen (°1987), wielrenster, columniste en commentator